# Внешняя политика Туркменистана
Внешняя политика Туркменистана определяется президентом Туркменистана и осуществляется Министерством иностранных дел. По состоянию на февраль 2022 года Туркменистан установил дипломатические отношения со 151 государством мира. За рубежом действуют 40 дипломатических представительств и консульств Туркменистана. В Туркменистане работают дипломатические представительства тридцати иностранных государств, а также представительства пятнадцати международных организаций.
Резолюция № 50/80 Туркменистана о «постоянном нейтралитете» была официально принята Генеральной Ассамблеей ООН 12 декабря 1995 года. Бывший президент Сапармурат Ниязов заявил, что со всеми без исключения государствами Туркменистан развивает цивилизованные связи, ни с одним из зарубежных государств он не имеет враждебных отношений, никому не предъявляет территориальных претензий и никто не предъявляет территориальных претензий к нему. Нейтралитет внешней политики имеет важное место в Конституции страны. Хоть и правительство Туркменистана торгует и экспортирует товары в США и Турцию, он имеет значительные коммерческие отношения с Россией и Ираном, также растёт объём приграничной торговли с Афганистаном. Во внешней политике Туркменистана особое место занимают вопросы экспорта природного газа в перечисленные страны. При этом, исходя из статуса постоянного нейтралитета, страна использует принцип продажи газовых ресурсов на государственной границе, не вступая в острую политическую дискуссию в вопросах их транспортировки.

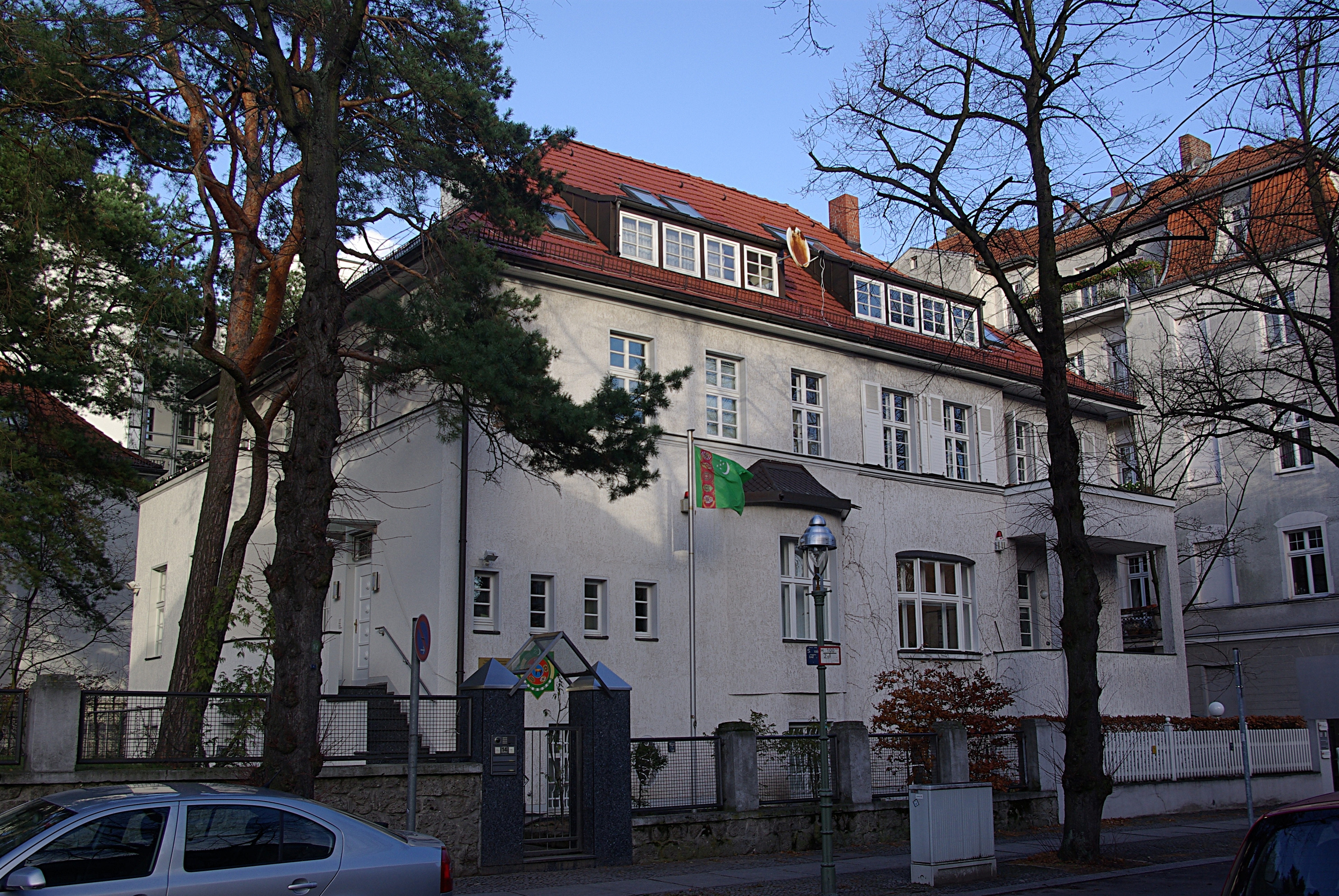
Посольство Туркменистана в Германии

## Международные споры
После развала СССР раздел Каспийского моря долгое время был и до сих пор остаётся предметом неурегулированных разногласий, связанных с разделом ресурсов каспийского шельфа — нефти и газа, а также биологических ресурсов. В течение длительного времени шли переговоры между прикаспийскими государствами о статусе Каспийского моря — Азербайджан, Казахстан и Туркменистан настаивали на разделе Каспия по срединной линии, Иран — на разделе Каспия по одной пятой части между всеми прикаспийскими государствами.

## Туркменистан и международные организации
Туркменистан является членом международных организаций, среди них: Организации Объединённых Наций, Международного валютного фонда, Всемирного банка, Организации экономического сотрудничества, Организации по безопасности и сотрудничеству в Европе, Международная организация по миграции, Организация Исламская конференция, Исламский банка развития, и Содружество Независимых Государств и другие.
С 13 октября 2022 года Туркменистан получил статус наблюдателя в  Совещании по взаимодействию и мерам доверия в Азии.

### Туркменистан и ООН
12 декабря 1995 года была принята Резолюция Генеральной Ассамблеи ООН № 50/80, в которой выражается надежда на то, что «статус постоянного нейтралитета Туркменистана будет содействовать укреплению мира и безопасности в регионе». В этой резолюции ООН «признаёт и поддерживает провозглашённый Туркменистаном статус постоянного нейтралитета». Подобный документ принят впервые в деятельности всего международного сообщества наций. Поддержка нейтралитета ООН — редкое явление в более чем полувековой истории этой международной организации. Резолюция ГА ООН призывает уважать и поддерживать нейтралитет Туркменистана. За её принятие на сессии ГА проголосовали 185 государств-членов мирового сообщества.
10 декабря 2007 года в Ашхабаде состоялась официальная церемония открытия Центра ООН по превентивной дипломатии в Центральной Азии. Центр ООН в Центральной Азии оказывает помощь правительствам Туркменистана, Казахстана, Кыргызстана, Таджикистана и Узбекистана в наращивании потенциала по мирному разрешению споров и предотвращению конфликтов путём диалога и привлечения международной поддержки в реализации соответствующих проектов. Центр будет возглавляться представителем Генерального секретаря ООН.

### Туркменистан и СНГ
На сегодняшний день Содружество Независимых Государств играет огромную роль во внешней политике Туркменистан ввиду глубокой взаимной интегрированности стран-участниц во всех сферах международных отношений. На казанском саммите СНГ, состоявшемся 26 августа 2005 года, Туркменистан заявил о том, что будет участвовать в организации в качестве «ассоциированного члена».

## Туркменистан иБелоруссия
- Официально отношения были установлены в 1992 году.
- Белоруссия имеет посольство в Ашхабаде[7].
- Туркменистан имеет посольство в Минске.

## Туркменистан иРоссия
- Россия имеет посольство в Ашхабаде и генеральное консульство в Туркменбаши[8].
- Туркменистан имеет посольство в Москве[9].